# Campionato mondiale di quadball
Il campionato mondiale di quadball (in inglese IQA World Cup, Coppa del Mondo IQA) è il torneo internazionale di quadball disputato dalle federazioni sportive che fanno parte dell'International Quadball Association, che è la federazione internazionale che governa lo sport del quidditch. 
Con la prima edizione disputatasi nel 2012 ad Oxford durante le olimpiadi, questo campionato si disputa ogni due anni. 
L'attuale squadra detentrice del titolo di campione del mondo sono gli Stati Uniti, che hanno vinto l'edizione 2023 a Richmond, negli Stati Uniti.

## Formula del torneo

### Qualificazioni
Poiché il quidditch è ancora uno sport emergente, al momento non ci sono qualificazioni preliminari per l'ingresso ai mondiali. Per poter partecipare, una squadra deve solo rappresentare ufficialmente la propria federazione sportiva nazionale.

## Albo d'oro
| Anno          | Ospitante            | Finale primo posto | Finale primo posto | Finale primo posto | Finale terzo posto | Finale terzo posto | Finale terzo posto | Numero di squadre |
| Anno          | Ospitante            | Vincitore          | Risultato          | 2º posto           | 3º posto           | Risultato          | 4º posto           | Numero di squadre |
| ------------- | -------------------- | ------------------ | ------------------ | ------------------ | ------------------ | ------------------ | ------------------ | ----------------- |
| 2012 Dettagli | Oxford               | Stati Uniti        | 160* – 0           | Francia            | Australia          | 60*-50             | Canada             | 5                 |
| 2014 Dettagli | Burnaby              | Stati Uniti        | 210* – 0           | Australia          | Canada             | 70*-40             | Regno Unito        | 7                 |
| 2016 Dettagli | Francoforte sul Meno | Australia          | 150*-130           | Stati Uniti        | Regno Unito        | 190*-60            | Canada             | 21                |
| 2018 Dettagli | Firenze              | Stati Uniti        | 120*-70            | Belgio             | Turchia            | 110*-60            | Regno Unito        | 29                |
| 2023 Dettagli | Richmond             | Stati Uniti        | 140*-50            | Germania           | Belgio             | 120*-60            | Inghilterra        | 15                |